# XXV Juegos Centroamericanos y del Caribe
Los Juegos Centroamericanos y del Caribe de 2026, oficialmente conocidos como XXV Juegos Deportivos Centroamericanos y del Caribe, será un evento multideportivo regional que se llevará a cabo en Santo Domingo, República Dominicana, el 24 de julio al 8 de agosto de 2026.
Participarán más de 6,000 atletas en más de 30 deportes y unas 60 disciplinas de las 37 delegaciones miembros.
Es la vigésimo quinta entrega de la franquicia de los Juegos Centroamericanos y del Caribe y se inaugurará en conmemoración del 100º aniversario de la franquicia.

## Ciudades candidatas
- León, México: El 7 de marzo de 2020, el Gobierno de Guanajuato y el Comité Olímpico Mexicano presentaron oficialmente la candidatura de León para la sede del 2026.[2]

- Santo Domingo, República Dominicana.[3]

## Candidaturas canceladas
- León, México: El 15 de mayo de 2020, la Comisión del Deporte de Guanajuato canceló la candidatura por falta de respuesta de aval por parte del Gobierno Federal.[4]

## Símbolos

### Logotipo
El emblema y lema oficial de los Juegos Centroamericanos y del Caribe 2026 fue presentado el 8 de febrero de 2024 en el Salón A del Centro de Convenciones del Ministerio de Relaciones Exteriores en Santo Domingo, toma la forma de una silueta de la región geogáfica de Centroamérica y el Caribe, las regiones en las que pueden competir.

### Canción
La canción oficial de los Juegos Centroamericanos y del Caribe 2026 fue lanzada el 8 de febrero de 2024 y la canción es interpretada por Manny Cruz.